# Jianwen
Jianwen, geboortenaam Zhu Yunwen (5 december 1377 – Nanjing, 13 juli 1402) was korstondig keizer van China tijdens de Mingdynastie. Hij regeerde van 1398 tot 1402.
Zhu Yunwen was de zoon van kroonprins Zhu Biao en daarom een kleinzoon van de Hongwu-keizer. Zijn vader stierf echter voor zijn grootvader. Omdat Zhu Yunwen de oudste zoon van de oudste zoon was, wees de keizer hem aan als opvolger. Hij nam de naam Jianwen aan bij zijn troonsbestijging. Bij de opvolging van zijn grootvader was de Jianwen-keizer nog erg jong en onervaren. Hij probeerde de macht en privileges van de andere Ming-prinsen te beperken. Zijn oom Zhu Di, die als gouverneur in Beijing diende, kwam in opstand toen Jianwen diens zoon, een gijzelaar aan het hof, vrijliet.
Zhu Di trok met het noordelijke leger op naar Nanjing, waar corrupte bestuurders de stadspoorten voor hem openden. Jianwen zou zijn omgekomen tijdens een brand in het paleis. Zhu Di besteeg daarop de troon en nam de keizernaam Yongle aan.